# 贝尔根豪森
贝尔根豪森是德国莱茵兰-普法尔茨州的一个市镇。总面积2.68平方公里，总人口117人，其中男性58人，女性59人（2011年12月31日），人口密度44人/平方公里。